# Cèl·lules miosatèl·lits
Les cèl·lules miosatèl·lits, també conegudes com a cèl·lules satèl·lit o cèl·lules mare musculars, són petites cèl·lules multipotents amb molt poc citoplasma en el múscul madur. Les cèl·lules satèl·lits són precursores de les cèl·lules musculars esquelètiques, capaces de donar lloc a cèl·lules satèl·lit o cèl·lules musculars esquelètiques diferenciades. Tenen el potencial de proporcionar mionucleus addicionals a la fibra muscular d'origen o tornar a un estat de repòs. Més específicament, després de l'activació, les cèl·lules satèl·lits poden tornar a entrar al cicle cel·lular per proliferar i diferenciar-se en mioblasts.
Les cèl·lules miosatèl·lits es troben entre la membrana basal i el sarcolema de les fibres musculars, i poden situar-se en ranures paral·leles o transversalment a l'eix longitudinal de la fibra. La seva distribució a través de la fibra pot variar significativament. Les cèl·lules miosatèl·lics no proliferatives, que s'adossen als músculs esquelètics en repòs, es poden identificar per la seva ubicació diferent entre el sarcolema i la làmina basal, una alta proporció de volum nuclear a citoplasmàtic, pocs orgànuls (per exemple, ribosomes, reticle endoplasmàtic, mitocondris, complexos golgi)), una mida nuclear petita i una gran quantitat d'heterocromatina nuclear en relació amb els mionuclis. D'altra banda, les cèl·lules satèl·lits activades tenen un nombre més gran de caveoles, orgànuls citoplasmàtics i disminució dels nivells d'heterocromatina. Les cèl·lules satèl·lits són capaces de diferenciar-se i fusionar-se per augmentar les fibres musculars existents i formar noves fibres. Aquestes cèl·lules representen el nínxol de cèl·lules mare adultes més antic conegut i participen en el creixement normal del múscul, així com en la regeneració després de lesions o malalties.
En els músculs sense danys, la majoria de cèl·lules satèl·lits estan en repòs ; ni diferencien ni se sotmeten a la divisió cel·lular. En resposta a la tensió mecànica, les cèl·lules satèl·lits s'activen. Les cèl·lules satèl·lits activades inicialment proliferen com a mioblasts esquelètics abans de patir una diferenciació miogènica.

## Estructura
Les cèl·lules satèl·lits expressen una sèrie de marcadors genètics distintius. El pensament actual és que la majoria de cèl·lules satèl·lits expressen PAX7 i PAX3. Les cèl·lules satèl·lits de la musculatura del cap tenen un programa de desenvolupament únic i són Pax3-negatives. A més, les cèl·lules satèl·lits humanes en repòs i activades es poden identificar mitjançant la molècula d'adhesió de cèl·lules neuronals unides per membrana (N-CAM / CD56 / Leu-19), una glicoproteïna de la superfície cel·lular. El factor nuclear dels miocits (MNF) i el proto-oncogen c-met (receptor del factor de creixement dels hepatòcits (HGF)) són marcadors menys utilitzats.
Els marcadors CD34 i Myf5 defineixen específicament la majoria de cèl·lules satèl·lits en repòs. Les cèl·lules de satèl·lit activades resulten problemàtiques per identificar-les, especialment a mesura que els seus marcadors canvien amb el grau d'activació; per exemple, una major activació dona lloc a la pèrdua progressiva de l'expressió de Pax7 quan entren a l'etapa proliferativa. Tanmateix, Pax7 s'expressa de manera destacada després de la diferenciació de cèl·lules per satèl·lit. Una major activació també dona com a resultat una major expressió dels factors de transcripció bàsics miògens de l'hèlix-loop-helix MyoD, miogenina i MRF4, tots ells responsables de la inducció de gens específics de miocits. Les proves de HGF també s'utilitzen per identificar cèl·lules de satèl·lit actives. Les cèl·lules satèl·lits activades també comencen a expressar proteïnes de filaments específics del múscul com la desmina a mesura que es diferencien.
El camp de la biologia de les cèl·lules satèl·lit pateix les mateixes dificultats tècniques que altres camps de cèl·lules mare. Els estudis es basen gairebé exclusivament en la citometria de flux i l'anàlisi de classificació de cèl·lules activades per fluorescència (FACS), que no dona informació sobre el llinatge o el comportament cel·lular. Com a tal, el nínxol de cèl·lules satèl·lit està relativament mal definit i és probable que estigui format per diverses subpoblacions.

## Funció

### Reparació muscular
Quan les cèl·lules musculars es lesionen, s'alliberen cèl·lules satèl·lits en repòs des de sota de la membrana basal. S'activen i tornen a entrar en el cicle cel·lular. Aquestes cèl·lules divisòries es coneixen com el "grup d'amplificació del trànsit" abans de patir una diferenciació miogènica per formar nous miotubs (post-mitòtics). També hi ha proves que suggereixen que aquestes cèl·lules són capaces de fusionar-se amb les miofibres existents per facilitar el creixement i la reparació.
El procés de regeneració muscular implica una remodelació considerable de la matriu extracel·lular i, on es produeix un dany extens, és incomplet. Els fibroblasts dins del múscul dipositen teixit cicatricial, que poden afectar la funció muscular, i és una part significativa de la patologia de les distròfies musculars.
Les cèl·lules satèl·lits proliferen després d'un trauma muscular i formen noves miofibres mitjançant un procés similar al desenvolupament del múscul fetal. Després de diverses divisions cel·lulars, les cèl·lules satèl·lits comencen a fusionar-se amb els miotubs danyats i experimenten més diferenciacions i maduració, amb els nuclis perifèrics com en el distintiu. Un dels primers papers descrits per IGF-1 va ser la seva participació en la proliferació i diferenciació de cèl·lules satèl·lits. A més, l'expressió d'IGF-1 en múscul esquelètic amplia la capacitat d'activar la proliferació de cèl·lules per satèl·lit (Charkravarthy, et al., 2000), augmentant i prolongant els efectes beneficiosos per al múscul envellit.

## Efectes de l'exercici
L'activació de les cèl·lules satèl·lits es mesura per l'extensió de la proliferació i la diferenciació. Normalment, el contingut de cèl·lules satèl·lits s'expressa per fibra muscular o com a percentatge del contingut nuclear total, la suma de nuclis de cèl·lules satèl·lits i mionucleus. Tot i que la resposta adaptativa a l'exercici varia en gran manera de manera individual en funció de la genètica, l'edat, la dieta, l'aclimatació a l'exercici i el volum d'exercici, els estudis en humans han demostrat tendències generals.
Es suggereix que l'exercici provoca l'alliberament de molècules de senyalització, incloses substàncies inflamatòries, citocines i factors de creixement dels teixits connectius circumdants i dels músculs esquelètics actius. En particular, la HGF, una citocina, es transfereix des de la matriu extracel·lular als músculs a través de la via dependent de l'òxid nítric. Es creu que el HGF activa les cèl·lules satèl·lits, mentre que el factor de creixement similar a la insulina-I (IGF-1) i el factor de creixement dels fibroblasts (FGF) milloren la taxa de proliferació de cèl·lules satèl·lites després de l'activació. Els estudis han demostrat que l'exercici intens generalment augmenta la producció d'IGF-1, tot i que les respostes individuals varien significativament. Més específicament, IGF-1 existeix en dues isoformes: factor de creixement mecànic (MGF) i IGF-IEa. Tot i que el primer indueix activació i proliferació, el segon provoca la diferenciació de les cèl·lules satèl·lits que proliferen.
Els estudis realitzats en humans han demostrat que tant l'entrenament d'alta resistència com l'entrenament de resistència han produït un nombre més gran de cèl·lules satèl·lits. Aquests resultats suggereixen que un règim d'entrenament lleuger i de resistència pot ser útil per contrarestar la disminució de les cèl·lules satèl·lites correlacionades amb l'edat. En l'entrenament d'alta resistència, l'activació i la proliferació de cèl·lules satèl·lits s'evidencien amb l'augment dels nivells d'ARNm de ciclina D1 i p21. Això és coherent amb el fet que la regulació ascendent de la ciclina D1 i la p21 es correlaciona amb la divisió i la diferenciació de les cèl·lules.
L'activació de cèl·lules satèl·lits també s'ha demostrat a un nivell ultraestructural després de l'exercici. S'ha demostrat que l'exercici aeròbic augmenta significativament el reticle endoplasmàtic granular, els ribosomes lliures i els mitocondris dels grups musculars estimulats. A més, s'ha demostrat que les cèl·lules satèl·lits es fusionen amb les fibres musculars, desenvolupant noves fibres musculars. Altres proves ultraestructurals de cèl·lules satèl·lits activades inclouen una major concentració d'aparells de Golgi i vesícules pinocitòtiques.

## Recerca
Després d'una estimulació mínima, les cèl·lules satèl·lits in vitro o in vivo se sotmetran a un programa de diferenciació miogènica.
Malauradament, sembla que les cèl·lules satèl·lits trasplantades tenen una capacitat de migració limitada i només són capaces de regenerar el múscul a la regió del lloc de lliurament. Com a tal, no són possibles tractaments sistèmics ni fins i tot el tractament de tot un múscul d'aquesta manera. Tanmateix, s'ha demostrat que altres cèl·lules del cos, com els pericits i les cèl·lules mare hematopoètiques, poden contribuir a la reparació muscular de manera similar a la cèl·lula satèl·lit endògena. L'avantatge d'utilitzar aquests tipus de cèl·lules per a la teràpia en malalties musculars és que es poden administrar de forma sistèmica, migrant de forma autònoma al lloc de la lesió. Recentment, ha tingut un èxit especial en el lliurament de cèl·lules de mesoangioblast al model de gos Golden Retriever de distròfia muscular de Duchenne, que va curar eficaçment la malaltia. Tot i això, la mida de la mostra utilitzada va ser relativament petita i, des de llavors, s'ha criticat l'estudi per la manca de controls adequats per a l'ús de medicaments immunosupressors. Recentment, s'ha informat que les cèl·lules que expressen Pax7 contribueixen a la reparació de la ferida dèrmica mitjançant l'adopció d'un fenotip fibròtic mitjançant un procés mediat per Wnt / β-catenina.

### Regulació
Poc se sap de la regulació de les cèl·lules satèl·lits. Tot i que junts PAX3 i PAX7 formen actualment els marcadors per satèl·lit definitius, els gens Pax són activadors transcripcionals notòriament pobres. La dinàmica de l'activació i quiesence i la inducció de programa miogènica a través dels factors de regulació miogènica, Myf5, MyoD, miogenina, i MRF4 queda per determinar.
Hi ha algunes investigacions que indiquen que les cèl·lules satèl·lits estan regulades negativament per una proteïna anomenada miostatina. Els nivells augmentats de miostatina regulen a l'alça un inhibidor de quinasa dependent de la ciclina anomenat p21 i, per tant, inhibeixen la diferenciació de les cèl·lules satèl·lits.